# Большой лабидохромис
Большой лабидохромис (лат. Labidochromis gigas) — один из видов рыб семейства цихловых. Эта рыба обитает в озёре Малави. Обитают на глубине 5—20 метров.

## Этимология
Название вида происходит от латинского слова «gigas» (гигант) и указывает на крупные размеры (по отношению к другим рыбам семейства) этих цихлид.

## Среда обитания
Впервые описаны в 1976 году под названием Labidochromis mathotho, но исследователями не было указано точное место вылова. Лишь в 1980—1990 годах появилась необходимость точного места вылова этих рыб для классификации.
В состав группы Gigas входят несколько других, ещё не получивших научное описание видов.
Питается перифитоном.